# Valico di Santa Barbara
Il valico di Santa Barbara è un valico di frontiera fra l'Italia e la Slovenia. 
Collega le località di Santa Barbara (in comune di Muggia, nell'ex provincia di Trieste) e di Premanzano (Premančan) (in comune di Capodistria). Da parte slovena è chiamato valico confinario di Monte Castellier (mejni prehod Kaštelir). 

## Descrizione
Il valico è detto di Santa Barbara dal nome della omonima località nei pressi del quale è posizionato. Il nome sloveno deriva dal nome della collina posta poco distante dal valico stesso. Il posto di blocco si trova in zona collinare, nella periferia di Muggia; sul lato italiano si trova all'altezza di un tornante della strada che sale dalla cittadina.
Da parte italiana vi terminano la ex strada provinciale 16 e la ex strada provinciale 24, che collegano il valico col capoluogo comunale. Da parte slovena il valico è collegato con Premanzano, da cui poi la strada scende per ricongiungersi con la 406 per Capodistria e Ancarano.
Il valico è caratterizzato da traffico locale, anche se viene utilizzato, soprattutto nei mesi estivi, quale alternativa al più importante confine di stato di Rabuiese, anche per evitare l'uso della vignetta, obbligatorio per chi percorre la Superstrada H5 che collega Rabuiese con Capodistria.

## Storia
Il valico è stato istituito nel 1954 quando, a seguito del Memorandum di Londra, l'Italia prese il controllo della Zona A del Territorio Libero di Trieste, mentre la Jugoslavia inglobò la Zona B. In base a tale accordo venne rettificato il confine nei pressi di Muggia, a favore della Jugoslavia, che portò all'apposizione del confine alla periferia di Santa Barbara. Con l'annessione della zona A alla Repubblica italiana il valico divenne di frontiera tra l'Italia e la Jugoslavia, a cui subentrò, dal 1991, la neoindipendente Slovenia. 
Era un valico di seconda categoria, ovvero poteva essere superato dalle persone dotate di apposito lasciapassare, che era concesso ai soli residenti in aree nei pressi del confine tra i due Paesi. Nel gennaio del 1991 il comune di Muggia, ove si trova il valico, chiese l'interessamento della Regione Friuli-Venezia Giulia al fine di elevarlo a valico internazionale, sostituendo nella funzione il vicino Valico di San Bartolomeo. Ciò al fine di evitare i lunghi incolonnamenti che si creavano sul lungomare della cittadina nei mesi estivi, dovuti ai vacanzieri che sceglievano il valico di S. Bartolomeo per evitare le code al Valico di Rabuiese.

Il valico, dal lato italiano, nel 1991. In quell'anno ne venne chiesta la promozione a valico di prima categoria.

Il valico è soggetto al controllo della Tenenza di Muggia della Guardia di Finanza. Dal 2005 il controllo del valico venne abbandonato anche dai Carabinieri, che vennero sostituiti dalla Polizia di Frontiera. Inoltre, dal 1º febbraio 2006, solo la polizia italiana proseguì nel controllo dei documenti per le persone che transitavano al valico.
Con l'entrata della Slovenia nell'area Schengen, il 21 dicembre 2007, l'accesso al valico è stato liberalizzato. Nel 2013 la Provincia di Trieste finanziò la demolizione del piazzale dell'ex guardiola e il rifacimento degli asfalti sulla SP16, per una lunghezza di circa 2 km verso il valico.
Dall'11 marzo 2020 le autorità slovene, al fine di prevenire un aumento del numero dei contagi da COVID-19, stante la situazione italiana, decidono di incrementare i controlli sanitari al confine, lasciando aperti solo i valichi più importanti. Il valico di Santa Barbara viene perciò chiuso alla circolazione, fino al 15 giugno successivo.
Dal 29 marzo 2021 il valico viene nuovamente chiuso, per la recrudescenza dell'epidemia in Slovenia, dopo che nei giorni precedenti ne era già stata limitata l'apertura oraria. Il 28 aprile successivo il valico viene riaperto.